# La dueña (telenovela venezolana)
La dueña es una telenovela venezolana producida y transmitida por Venezolana de Televisión entre 1984 y 1985. El guion es original de José Ignacio Cabrujas y Julio César Mármol, aunque la inspiración para la trama de esta telenovela se halla en El conde de Montecristo de Alejandro Dumas. Está protagonizada por Amanda Gutiérrez y Daniel Alvarado y con las participaciones antagónicas de María Cristina Lozada, Luis Salazar, Mariela Alcalá y Daniel López.
La telenovela fue posteriormente retransmitida en 2009 por la Televisora Venezolana Social (TVes), también se retransmitió nuevamente por el canal en 2014, pero se salió luego del aire sin explicación.
Es considerada una de las mejores novelas hechas en Venezuela, que además descubrió o reforzó la fama de varios actores de renombre de la TV venezolana e hispana.

## Trama
En 1928 Venezuela es gobernada por el tirano Juan Vicente Gómez. En un esfuerzo por derrocarlo un grupo de patriotas dirigidos por Román Delgado Chalbaud desembarcan en una playa de Zulia. El golpe de Estado fracasa y al final de la jornada solo quedan muertos, heridos y prófugos. Entre ellos está el millonario idealista Esteban Rigores. Esteban, herido de muerte, ordena a su fiel criado Basilio que vaya en busca de su hija Adriana Rigores para entregarle unos papeles que la convierten en La Dueña de una inmensa fortuna. Basilio no sabe por donde buscar, ya que ni el ni su amo conocen a Adriana. El criado, que es sordomudo, va a casa de Beatriz Ayala, madre de Adriana. Beatriz es ahora la esposa de Salvador Asensio, ministro de Gómez, y se altera al ver aparecer al negro en su cocina. Ella cree, y le dice a Basilio, que su hija murió en la infancia.
Basilio sigue su búsqueda a pesar de las amenazas de Don Gonzalo, padre de Beatriz, y finalmente recuerda a un antiguo amigo de Esteban, Alejandro Tellez. Don Alejandro se ha convertido en un acaudalado patriarca, casado con la pedante Asunción, más preocupada de su proceso digestivo que de su familia. La pareja tiene tres hijos, el romántico y frágil Luis Alberto, la altiva María Consuelo y la caprichosa María Eugenia quien está comprometida con el Capitán Mauricio Lofriego hijo de la poderosa Purificación Burgos socia y vecina de Alejandro.
Hace años Purificación y Alejandro tuvieron amores de los que nació un hijo que al parecer murió y fue enterrado bajo un árbol. El niño no murió y fue criado por un humilde almacenero que busca a Purificación para contarle la verdad y decirle que su hijo es ahora parte de un grupo de estudiantes anti-Gomez en el que milita también Luis Alberto. Al llegar Basilio a casa de Alejandro se encuentra con una jovencita que dice llamarse Adriana. Es una huérfana que ha sido criada como una hija en esa casa. Sus padres supuestamente murieron. Basilio le entrega a Adriana los documentos que ella no puede descifrar ya que están en inglés y francés. La chica se los da a Alejandro que casi tiene un ataque al saber que la recogida es una rica heredera.
Adriana no se preocupa más por los papeles ya que tiene otros problemas. El despiadado Mauricio la acosa para hacerla su amante y Adriana no puede evitar sentirse atraída por él. La noche de su compromiso con María Eugenia, Mauricio, para demostrarle su pasión a Adriana, anuncia que no piensa casarse. Después va al cuarto de la chica y hacen el amor. Don Alejandro lo ve salir al amanecer y jura vengarse de la afrenta hecha a su hija. De ahí siguen mil planes para separar a los enamorados. Se le dice a Adriana que es hermana de Mauricio, se le dice a Mauricio que Adriana tiene amores con un estudiante (su hermanastro secreto), Purificación hace que pongan a Mauricio bajo arresto, María Eugenia aconsejada por su futura suegra seduce a Mauricio y hace que Adriana los encuentre en la cama. Finalmente, nada puede contra el amor de ambos.
Por mientras, Esteban que no ha muerto y Beatriz, por caminos separados han investigado y llegado a la conclusión de que Adriana es su hija. Entonces Adriana misteriosamente desaparece justo cuando Mauricio y ella planeaban huir hacia Curazao. Pasando el tiempo y nadie da con ella. Esteban, que está siendo perseguido parte a Europa y Mauricio recibe una carta supuestamente escrita por Adriana que le dice que nunca lo amó y se marcha con su padre. Mauricio despechado se casa con María Eugenia.
Adriana ha sido raptada por órdenes de Alejandro y Purificación y encerrada en el siniestro manicomio del Dr. Azote. Este sabio loco se ocupa de desaparecer a todos los que la sociedad venezolana ya no desean entre ellos. Ahí, Adriana conoce a la bondadosa Mercedes cuyo esposo la hizo encerrar para casarse con su sobrina. Adriana es torturada, además se le administran drogas que la hacen perder al niño que espera y finalmente la enloquecen. Pasan los años, un día llega un preso político, Saúl que se interesa en el despojo humano en que se ha convertido Adriana (las infecciones y la suciedad del lugar le han destruido el rostro). Aun después de la muerte de Gómez, Saúl sigue preso. Hasta que sus amigos descubren su paradero y lo ayudan a fugarse, llevándose también a Mercedes y Adriana. En casa de la hermana de Saúl, Adriana recupera la salud y la razón, aunque su cara horriblemente desfigurada esta bajo vendas. Para que no la busquen, Saúl hace que aparezca un cadáver desfigurado de una mujer con la cadena de Adriana. Este descubrimiento causa un shock en Mauricio quien lleva una vida frustrante a pesar del amor de María Eugenia que le ha dado dos hijos. También esta muerte indica a Beatriz que su hija ha fallecido y hace construir una tumba para ella. Adriana busca a Basilio, que desde la partida de su patrón está postrado en cama víctima, de la vergüenza y los remordimientos por no haber salvado a Adriana. Apenas la ve, el negro se recupera y parten a Europa donde Esteban los recibe con los brazos abiertos. La fortuna de su padre permite a Adriana reconstruir sus facciones y educarse.
En 1941, llega a La Guaira, una hermosa y misteriosa mujer llamada Jimena, pero a quien apodan La Dueña a causa de su inmensa fortuna. Todo Caracas habla de La Dueña y su grandeza. Por esa época, a causa de la guerra, tanto Alejandro como Purificación y su machucho marido han perdido dinero en sus negocios y ven con agradecimiento que la millonaria Jimena se interese en invertir en sus empresas sin sospechar que su plan es arruinarlos. Jimena invita a ambas familias, más Beatriz y su esposo, y Saúl a una fiesta donde los deslumbra con su belleza, lujo y la desagradable sensación que sabe mucho sobre ellos y su vida privada. A los interrogatorios, Jimena responde sonriendo que aunque ellos no lo recuerden fueron muy amigos de su padre. Solo Saúl la reconoce y aprovecha de declararle su amor. Adriana le está agradecida pero ahora tiene una cosa en la cabeza: acabar con todos los que alguna vez la dañaron ...

## Actores
- Amanda Gutiérrez como Adriana Rigores Ayala / Ximena Sáenz.
- Daniel Alvarado como Capitán Mauricio Lofiego Burgos.
- Héctor Mayerston como Esteban Rigores.
- Fina Rojas como Elvira Castejón.
- María Cristina Lozada como Purificación Burgos de Lofiego.
- Mariela Alcalá como María Eugenia Tellez Zapata de Lofiego.
- Luis Salazar como Alejandro Tellez Zapata.
- Helianta Cruz como Beatriz Ayala de Asensio.
- Eliseo Perera como Salvador Asensio.
- Leopoldo Regnault como Saúl Galván.
- Ana Castell como María Benita.
- Mario Brito como Basilio.
- Carlota Sosa como María Consuelo Tellez.
- Teresa Selma como Doña Asunción de Tellez.
- Daniel López como Carlos Alberto Tellez.
- Lucio Bueno como Radamés Parisí.
- Ramón Hinojosa como Cirilo.
- Omar Omaña como Abelardo Lofiego.
- Eduardo Gadea Pérez como Manuel Antonio Lofiego.
- Flor Elena González como Eloísa Lofiego.
- Olga Henríquez como Encarnación.
- Agustina Martín como Mercedes Antonini.
- Guillermo Montiel como el doctor Melquiades Iturriza «Dr. Azote»
- Rafael Briceño como el general Juan Vicente Gómez.
- María Luisa Lamata como Teresa de Ayala.
- Freddy Salazar como Gonzalo Ayala.
- Freddy Galavís como Casto Balmaseda.
- Mirtha Borges como Berta.
- Oscar Araujo como Elino Guapuriche.
- Regino Jiménez como el coronel Marcos Chacón.
- Lucía Ricco como Eunice Rivas.
- Virginia Urdaneta como Miriam Galván.
- Carlos Acosta como Javier Perentena.
- Alberto Arvelo como Miguel Perentena.
- Carmen Alicia Mora como Ramona.
- William Moreno como Ildemaro.
- Eleazar Soto como Padre Borges.

## Versiones
- En Puerto Rico el canal Telemundo PR realizó una adaptación en 2006, titulada "Dueña y señora", protagonizada por Karla Monroig y Ángel Viera, la cual no obtuvo éxito alguno por el pésimo libreto, adaptación y producción.
- La productora Argos Comunicación y Telemundo, realizaron una nueva versión de esta telenovela cuyo título es "La patrona". La telenovela, cuya adaptación corre a cargo de la escritora venezolana Valentina Párraga, está protagonizada por Aracely Arámbula, Jorge Luis Pila y Christian Bach.[7][8] Sus transmisiones comenzaron el 8 de enero de 2013 y finalizaron el 9 de julio del mismo año. Sin embargo el libro original de los venezolanos José Ignacio Cabrujas y Julio César Mármol siguen siendo la mejor adaptación del Conde de Monte Cristo en versión telenovela hasta la fecha.

- La productora portuguesa TVI realiza una adaptación en 2015 titulada "Santa Bárbara", la cual está basada en la versión de Telemundo "La patrona".

- En México la cadena mexicana Televisa hace una versión en el 2023 bajo el título Minas de pasión, producida por Pedro Ortiz de Pinedo y Liliana Cuesta Aguirre protagonizada por Livia Brito, Anette Michel y Osvaldo de León.

## Datos
- Cuando fue hecha La Dueña en 1984, el presidente de VTV era Alberto Federico Ravell. Según, entre 1984 y 1985 Ravell habría vendido los derechos de la telenovela a una productora venezolana que luego se radica en el exterior. El monto de la transacción fue de aproximadamente 500 000 bolívares que, según, no ingresaron a las arcas de VTV. Luego, entre 1987 y 1988, con Ravell siendo presidente de VTV, desaparece el archivo audiovisual original (el máster) de La Dueña.[3]

## Retransmisión
A continuación se registran las veces que se ha transmitido esta telenovela:
- En RCTV desde el miércoles 20 de mayo de 1992 de lunes a sábado a la 1:00 p. m. en sustitución de Mala mujer con Ruddy Rodríguez y Daniel Lugo, hasta el jueves 3 de septiembre de 1992 y sucedida por la retransmisión de Sangre azul con Pierina España y José Luis Rodríguez.
- En VTV desde el lunes 6 de marzo de 1995 de lunes a viernes a las 12:15 p. m. en sustitución de La fuerza de los humildes (telenovela que tuvo el tema musical "Anhelo" interpretada por los Adolescentes) con Zulma López y José Ángel Urdaneta. Cambia de horario en dos oportunidades: la primera de lunes a viernes a la 1:00 p. m. a partir del 27 de marzo, y la segunda de lunes a viernes a la 1:30 p. m. el 10 de abril de 1995 hasta su último capítulo emitido el viernes 16 de junio de 1995. Es sucedida por la retransmisión de Las marquesitas con Belén Díaz.
- En VTV es retransmitida nuevamente el 13 de noviembre de 1995 al 15 de diciembre de 1995 de lunes a viernes a las 8:00 a. m..